# Gonzalo García Pino
Gonzalo García Pino (Santiago, 2 de julio de 1965) es un abogado y profesor de derecho constitucional chileno en la Universidad Jesuita Alberto Hurtado. Fue Ministro del Tribunal Constitucional de Chile desde 2011 hasta marzo de 2022. Actual miembro de la Comisión de Venecia y de la Asociación Chilena de Derecho Constitucional.

## Biografía
Estudió en los colegios Saint George's College, Regina Pacis y San Ignacio El Bosque, desde donde egresó en 1983.
Ingresó a estudiar derecho en la Universidad Católica de Chile, obteniendo el título de abogado en 1993. Obtuvo el grado de Magíster en Derecho Constitucional de la Universidad Católica de Chile en 1996, además del grado de Doctor en Derechos Fundamentales por la Universidad Carlos III de Madrid en el año 2006.
Durante los gobiernos de la Concertación se desempeñó en diversos cargos relativos a la defensa nacional, tales como asesor del Ministro de Defensa (1994-1997) y Subsecretario de Marina (2005-2006) y Guerra (2006-2010). Antes de su nombramiento en el Tribunal Constitucional, García militó en el Partido Demócrata Cristiano.
Fue designado por el Senado Ministro del Tribunal Constitucional en reemplazo del exministro Mario Fernández Baeza, asumiendo en el cargo el 8 de abril de 2011, finalizando este período el 15 de marzo de 2013. A proposición de Cámara de Diputados, el Senado lo nombró miembro permanente el 6 de marzo de 2013 por un periodo de nueve años.
Ha impartido cátedras de Teoría Política y Derecho Constitucional en la Universidad Andrés Bello, Universidad Alberto Hurtado y Universidad Adolfo Ibáñez.

## Obras
- La subordinación democrática de los militares, Atenea, Centro de Estudios del Desarrollo, 1994, Santiago, con Juan Esteban Montes.
- ¿Y qué pasó con los militares? Chile, 1990 – 2002, Centro de Estudios del Desarrollo, 2004, con Juan Esteban Montes Ibáñez.
- La reserva legal de derechos constitucionales: ¿Poder Legislativo contra la Administración?, Colección de Investigaciones Jurídicas, Universidad Alberto Hurtado, 2004.
- Estudios sobre jurisdicción constitucional, pluralismo y libertad de expresión, 2012, Cuadernos del Tribunal Constitucional N.° 49, Tribunal Constitucional de Chile.
- Diccionario Constitucional Chileno, 2014, Cuadernos del Tribunal Constitucional N.° 55, Tribunal Constitucional, con Pablo Contreras.
- Estudios sobre control de convencionalidad, DER Ediciones, 2020, con Pablo Contreras Vásquez.